# Tupolev Tu-22M
Pour les articles homonymes, voir Backfire.
Ne doit pas être confondu avec Tupolev Tu-22.
Le Tupolev Tu-22M (Code OTAN : Backfire) est un bombardier supersonique à géométrie variable et long rayon d'action développé par l'Union soviétique. Un petit nombre d'entre eux reste en service dans les États de la CEI. Par suite d'une erreur des services de renseignement, il a été connu de nombreuses années en Occident comme le Tupolev Tu-26 Backfire.
La production totale, toutes variantes confondues, est d'environ 500 exemplaires dont 268 Tu-22M3.

## Conception
Le Tu-22 Blinder ne s'était pas montré particulièrement efficace, et était même sous certains aspects inférieur à son prédécesseur le Tu-16 Badger. Son rayon d'action et ses performances, au décollage en particulier, étaient assez faibles. Ainsi, dès que le Blinder entra en service, le bureau d'études Tupolev commença à travailler sur son successeur.
Comme dans les projets de ses contemporains MiG-23 Flogger et Soukhoï Su-17 Fitter, les ailes à géométrie variable semblaient présenter divers avantages, comme de bonnes performances en décollage court, une bonne aptitude au vol à haute et basse altitude à grande vitesse, ou encore une meilleure autonomie et une plus grande capacité d'emport. Depuis le début de l'année 1962, les bureaux d'études de Tupolev réfléchissaient à la possibilité d'équiper le T-22 de ce type d'aile. Plusieurs projets virent le jour, dont le 106 dont la flèche pouvait être de 20, 65 ou 72 degrés. En 1965, il fut remplacé par le projet Samolet 145, dérivé du Tu-22, avec quelques caractéristiques empruntées au projet avorté Tu-98 Backfin. Il était propulsé par des réacteurs Klimov NK-144 délivrant 22 000 kg de poussée. Il pouvait atteindre la vitesse de 2 700 km/h soit Mach 2,54 à 14 500 m d'altitude ou 1 100 km/h à 50 m.

### Le Tu-22M0
En 1967, la décision fut prise de développer un avion doté d'une aile plus petite et pivotant de 20 à 60 degrés et d'un fuselage plus large. De plus, les réacteurs furent remplacés par des NK-144-22 détarés à 20 000 kg. Cet appareil ne reçut pas de nouveau numéro de version, et le service de désignation lui attribua le nom de Tu-22M (M pour Modernizirovannyï). Alexeï Tupolev dit que « le déguisement sous la forme d'une modification avait une raison politique ». En décembre 1967, les premières pièces furent mises en production pour le prototype Tu-22KM ou Article 45-01 et il roula pour la première fois au début du mois d'avril 1969 sur le site de Kazan. À cette époque, il fut décidé qu'en plus du 45-01 et de la structure pour les essais statiques et de fatigue, huit autres prototypes seraient produits. Ils reçurent tous la désignation Tu-22M0, bien que variant sur des détails.
Le premier prototype, le Tu-22M0, vola pour la première fois le 30 août 1969. C'est à cette époque que l'OTAN prit connaissance du projet. Pendant les années qui suivirent, l'Ouest crut que sa désignation était Tu-26. Or, durant les négociations SALT des années 1980, les Soviétiques insistèrent sur le fait qu'il s'agissait du Tu-22M. À cette époque, les autorités de l'Ouest suspectèrent que cette dénomination devait suggérer qu'il ne s'agissait que d'un appareil dérivé du Tu-22 plutôt que d'un appareil plus avancé, ce qu'il était bien en fait. Il apparaît à présent que Tu-22M était bien la dénomination correcte, et que le lien avec l'antérieur Tu-22 avait été fait par Tupolev pour convaincre le gouvernement soviétique que l'appareil n'était qu'une évolution qui serait peu coûteuse.
Sur cet avion, les réacteurs étaient placés à l'arrière dans le fuselage et étaient reliés aux entrées d'air variables placées à l'avant par de longs conduits d'admission. Cette configuration permettait un meilleur taux de compression à Mach 1,8. Les pivots d'aile permettant à la voilure d'être à géométrie variable se situaient à un tiers de la demi-envergure et à près de 50 % de la corde. Ils permettaient d'obtenir quatre flèches : 20°, 30°, 50°, 60°. La flèche de la partie fixe était, elle, de 55°.

### Le Tu-22M1

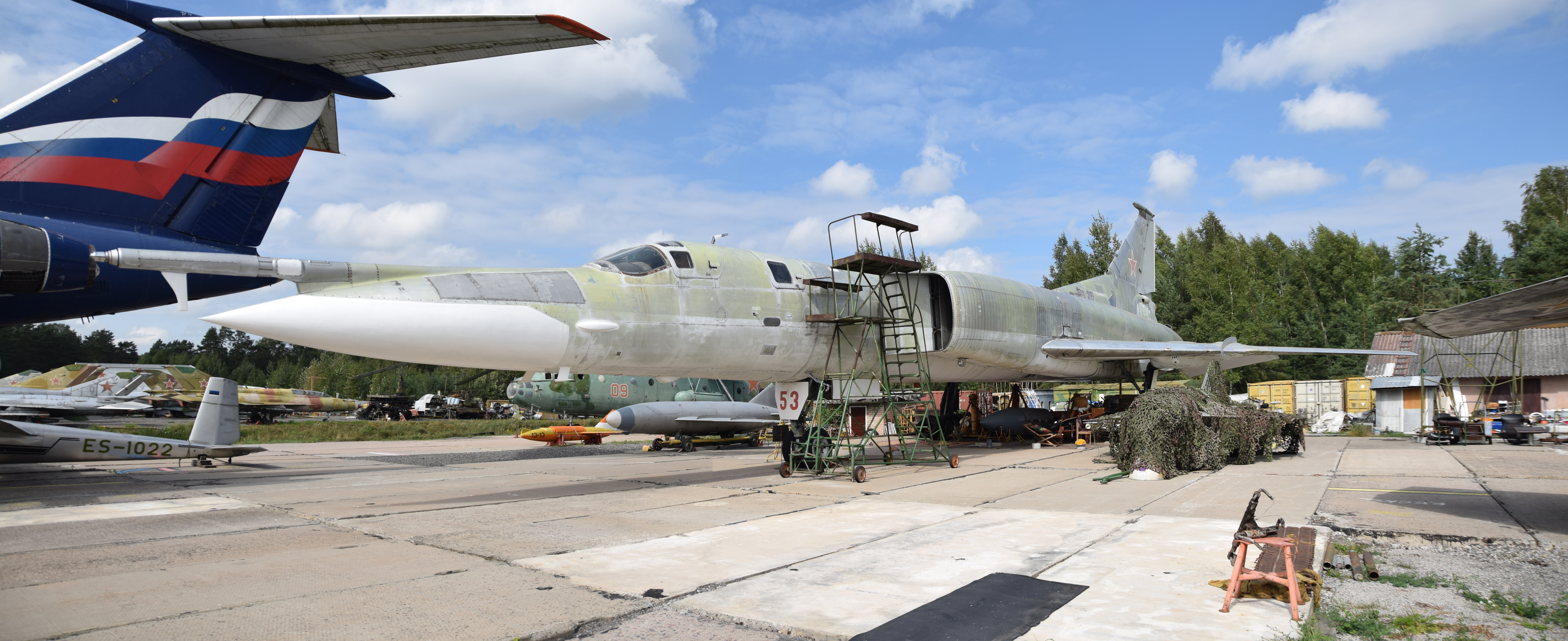
Tupolev Tu-22M1 au Musée de l'aviation de Riga (2022).

Ces neuf premiers appareils de préproduction Tu-22M0 furent suivis par neuf autres Tu-22M1 de tests-pilotes en 1971 et 1972. Ils ont été nommés par l'OTAN Backfire-A.

### Le Tu-22M2
La première version réellement mise en production (en 1972) fut le Tu-22M2 (Backfire B) avec de plus grandes ailes et un fuselage amélioré permettant de porter l'équipage à quatre personnes, deux réacteurs NK-22 avec des entrées d'air et un nouveau train d'atterrissage situés dans les ailes plutôt que dans de grandes cosses[Quoi ?]. Ils étaient équipés pour la plupart de missiles antinavires à longue-portée AS-4 Kitchen. Quelques Tu-22M2 furent plus tard rééquipés avec des réacteurs NK-23 plus puissants et renommés Tu-22M2Ye. Les Tu-22M2 furent davantage appréciés que les Tu-22 grâce à leurs performances supérieures et au cockpit amélioré, mais le confort et la fiabilité laissaient toujours à désirer.

### Le Tu-22M3

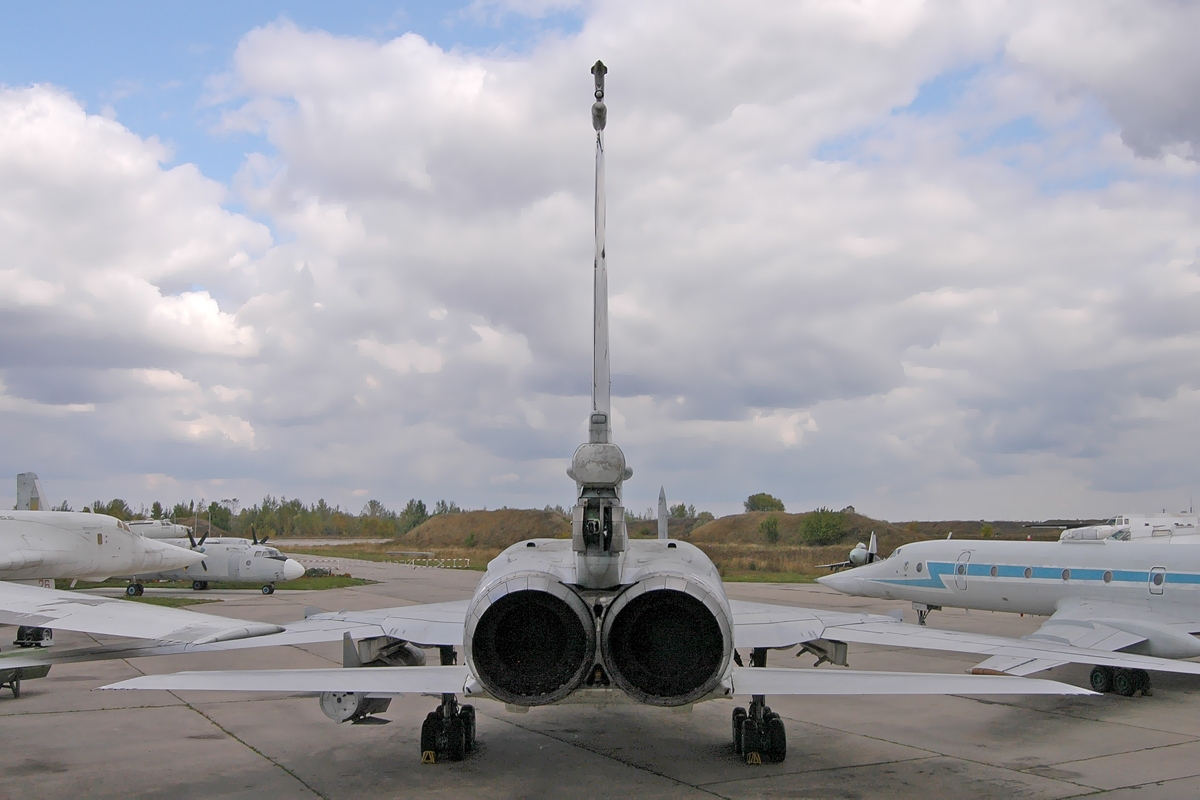
Vue arrière d'un Tu-22M dans un musée ukrainien. Notons la tourelle bitube de 23 mm au-dessus des réacteurs.

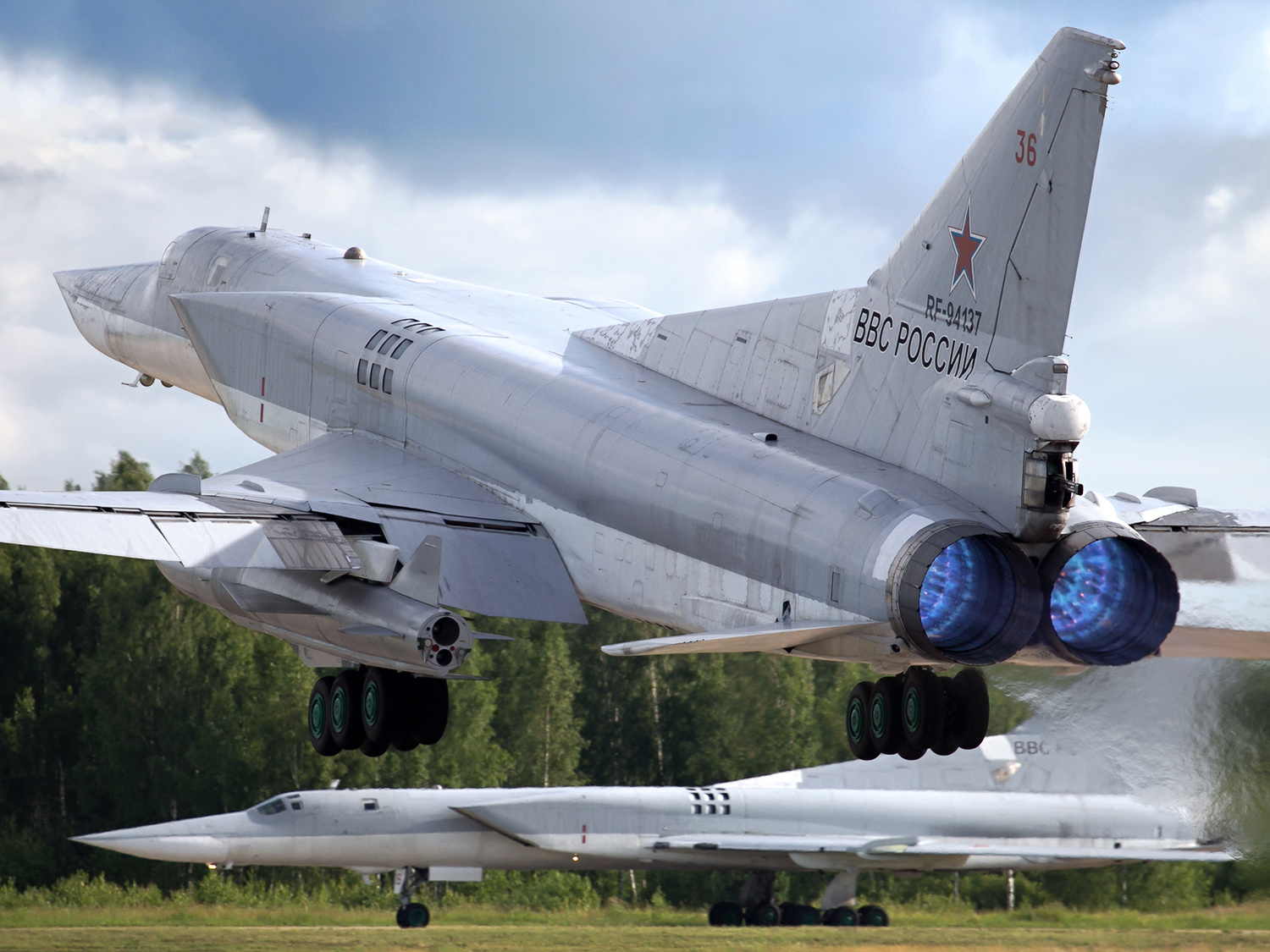
Deux Tu-22M3 sur la base aérienne de Shaykovka à 17 km de Kirov (oblast de Kalouga).

Le Tu-22M3 (Backfire C), qui vola pour la première fois en 1976 et entra en service en 1983, avait de nouveaux moteurs NK-25 qui fournissaient une augmentation de puissance substantielle, des prises d'air triangulaires semblables au MiG-25, des ailes à géométrie variable accrue et un nouveau nez comportant un nouveau radar Leninets PN-AD et un système de navigation et d'attaque NK-45, qui amélioraient sensiblement les vols à basse altitude (sans pour autant permettre de voler en permanence au ras du sol). Il avait également une tourelle de queue refaite avec un canon simple et un lanceur rotatif interne pour le missile Kh-15 (AS-16 « Kickback »).
L’équipage du Tu-22M3 est composé de quatre membres. Les deux pilotes sont assis côte à côte à l'avant (pilote à gauche et copilote à droite), le navigateur aérien (à droite) et l'officier des systèmes d'armes (à gauche) sont assis à l'arrière. Tous les membres d’équipage ont des sièges éjectables KT-1M (Kreslo Tupoleva, « siège de Tupolev ») connectés au système de sauvetage automatique. La vitesse minimale de 130 km/h est requise pour une éjection en toute sécurité à des altitudes inférieures à 60 m.
La production totale, toutes variantes confondues, est d'environ 500 exemplaires dont 268 Tu-22M3.
Un sujet de controverse autour du Tu-22M est sa capacité à être ravitaillé en vol. Lors de sa construction le Tu-22M comportait une sonde escamotable de ravitaillement située dans la partie supérieure du nez de l'appareil. Elle fut supprimée après les négociations SALT, bien qu'elle puisse facilement être réinstallée en cas de besoin.
Un petit nombre de Tu-22M3, peut-être 12, furent transformés en Tu-22M3(R) ou Tu-22MR, avec un radar à vision latérale Shompol et d'autres équipements électroniques. Une nouvelle variante à l'électronique dédiée au combat, le Tu-22MP, fut construite en 1986, mais seulement deux ou trois appareils ont, semble-t-il, été construits. En 2008, l'armée de l’air russe a déclaré que 141 exemplaires de cette version étaient en service et les a engagés dans la guerre de Géorgie, ce qui a mis en lumière leur retard en système d'autodéfense et de guidage de munitions de précision ; en conséquence en janvier 2012 un programme de modernisation a été décidé, en attendant l'arrivée en nombre suffisant des nouveaux SU-34, en reprenant quelques éléments du projet abandonné en 1991 de la version Tu-22M4, en particulier le système de ciblage Gefest&T SVP-24-22  qui inclut :
- système de tir SVP-24-22 ;
- ordinateur de bord SV-24 ;
- enregistreur de mission UVV-MP-22 ;
- système de radionavigation SRNS-24 avec recepteur pour Glonass A737 ;
- trois écrans LCD pour l'officier système d'armes ;
- un disque dur TBN-K-2.

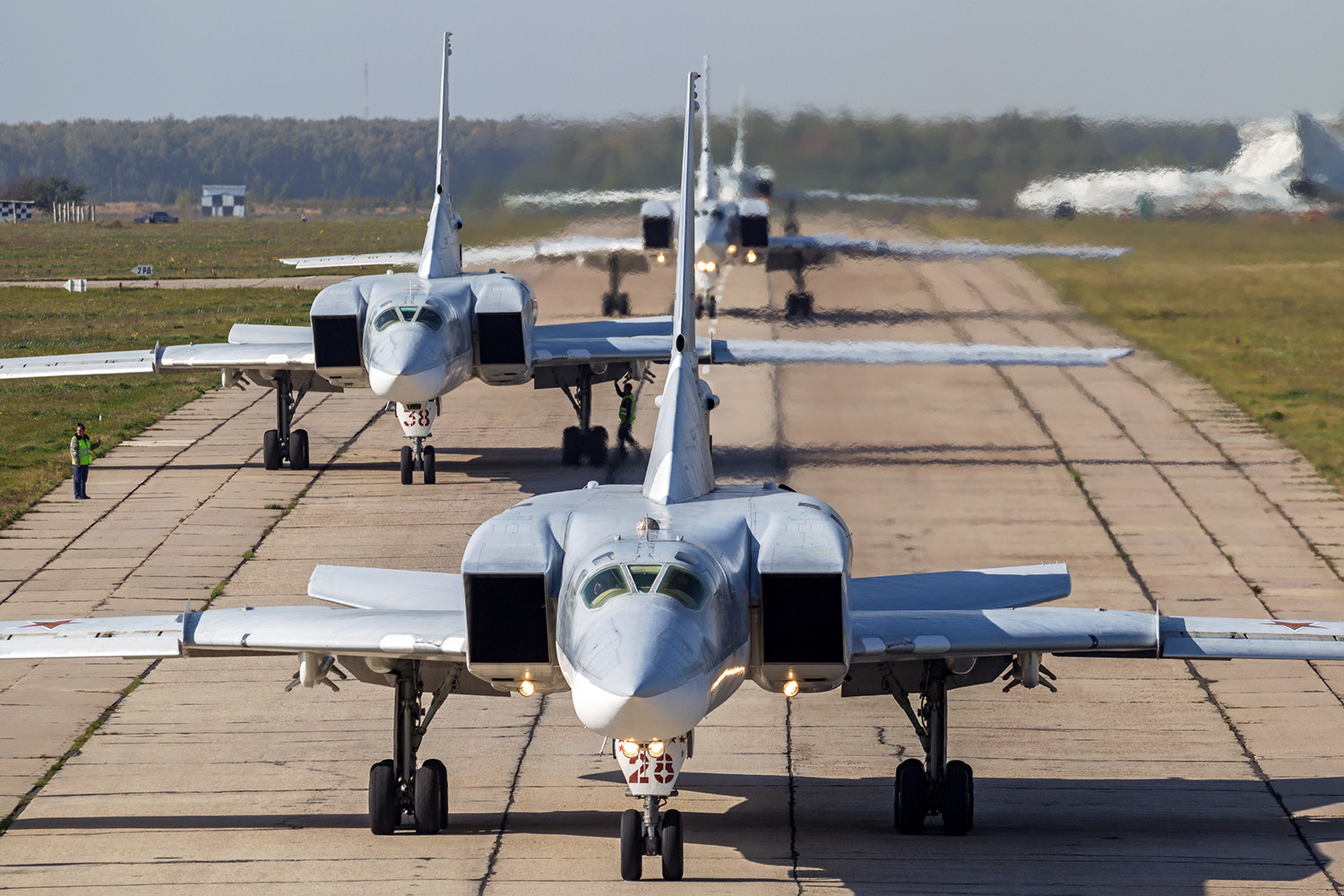
Cinq Tu-22M3 russes en 2015.

Malgré l'annonce que 30 des 141 appareils de cette version encore en service en 2012 seraient modernisés d'ici 2020, seuls une dizaine l'ont été dans les faits.
Leur engagement lors de la guerre de Syrie à partir de 2015 a mis en évidence l'usage encore important de bombes non guidées imposé par l'obsolescence des systèmes embarqués, le manque de précision des systèmes de ciblage et la nécessité de faire voler les TU-22 en groupe constitués d'au moins un TU-22M3 assurant le ciblage, les autres avions du groupe larguant leurs bombes au même moment.
Le retard du programme SU-34 a conduit à lancer un nouveau programme TU-22M3M de modernisation qui concerne 30 des 60 TU-22 qui seront encore en service en 2021 :
- radar Novella NV-45 dérivé de celui de l'IL-38N ;
- système de navigation NO-45.03M ;
- système de contrôle de vol numérique ABSU-145MS ;
- système de communication S-505-45 ;
- système IFF 632-3D-23 ;
- passage à un cockpit numérique ;
- modification du système de contremesures électroniques ;
- révision de la cellule pour une extension de vie de 10 à 15 ans ;
- révision des moteurs et installation du FADEC issu du moteur NK-32 des TU-160M2 ;
- intégration du missile Kh-32 à capacité antinavires et pouvant être équipé d'une tête conventionnelle ou nucléaire.

## Utilisation

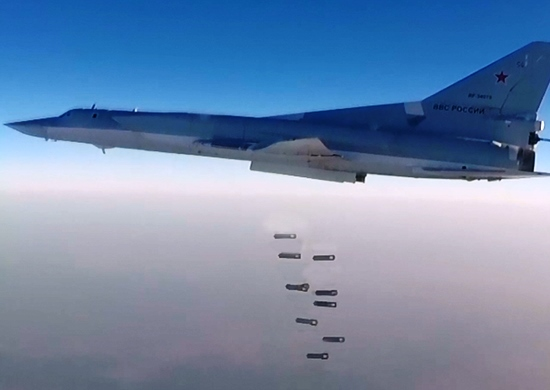
Largage de bombes de 250 kg par un Tu-22M en 2016 au dessus de la Syrie.

Durant la guerre froide, le Tu-22M fut utilisé comme bombardier stratégique par l'aviation à long rayon d'action de l'armée de l'Air soviétique et dans un rôle de surveillance antinavires des côtes par l'aéronavale soviétique. En 1983, environ 220 appareils étaient en service, partagés entre l'aviation stratégique et l'aéronavale, mais leur autonomie ne leur permettait pas de faire le tour des États-Unis et de revenir à leur base. Cependant, l'US Navy et l'US Air Force désignèrent le Tu-22M comme un sérieux problème, avec comme résultat une augmentation significative du budget de la défense aérienne nord-américaine.
Le Tu-22M fut déployé au combat pour la première fois en Afghanistan de 1987 à 1989, pour le largage de bombes conventionnelles, sans objectif vraiment précis. Malgré la puissance considérable de ces attaques, leur utilité stratégique fut marginale.
Lors de l'effondrement de l'Union Soviétique (qui devenait la CEI), environ 370 appareils étaient en service. La complexité technique du Tu-22M provoqua de considérables problèmes de production et de maintenance, conduisant en 1993 à la fin de la production bien qu'il y ait eu des efforts pour la prolonger. Le nombre d'appareils en service en 2006 était certainement inférieur à 70.
La fédération de Russie utilisa également le Backfire contre les forces tchétchènes au cours de frappes près de Grozny.
L'Union soviétique n'exporta pas le Tu-22M, mais le démantèlement de l'URSS conduisit à ce que certains appareils se retrouvent dans des pays de l'ex-Union soviétique qui n'étaient pas la Russie. Ainsi la Biélorussie en possédait 52, qui, plus tard ont été transférés en Russie et l'Ukraine en récupéra 60 qui, sous la pression des États-Unis (pour la renonciation du gouvernement ukrainien aux armes nucléaires) furent tous détruits (dont 42 Tu-22M3).
Tupolev a également indiqué avoir eu depuis 1992 des contacts d'acheteurs étrangers pour le Tu-22M3, tels que l'Iran, l'Inde ou la République populaire de Chine. Quatre appareils Tu-22M3 ont été loués en 2001 à l'Inde pour la reconnaissance maritime et les frappes aériennes. L'Iran a aussi rapporté avoir acheté 7 Tu-22M3, sans que cela ait été confirmé.
Vladimir Poutine a déclaré la remise en service de ces bombardiers stratégiques (de type Tu-95), au-delà des frontières de la Russie, le 17 août 2007.
La Russie l'a utilisé lors du conflit qui l'a opposée à la Géorgie en août 2008. La défense antiaérienne géorgienne a d'ailleurs réussi à abattre un Tu-22M au retour d'une mission de bombardement, probablement avec un missile S-200.
Dans le cadre des exercices de commandement et d'état-major Stabilité-2008 impliquant l'aviation stratégique à long rayon d'action, deux Tu-22M3 russes ont été escortés par des appareils F-15 japonais au-dessus de la mer du Japon le 8 octobre 2008.
Il est employé massivement lors de l'invasion de l'Ukraine par la Russie en larguant des missiles air-sol à longue portée Kh-22 et Kh-32 (en).
Le 19 aout 2023, un appareil est détruit sur la base aérienne Soltsy-2 par un drone ukrainien. On spécule sur un second endommagé. Quelques jours plus tard, le 5 septembre 2023, trois sont endommagés lors d'une attaque de drones ukrainiens Tupolev Tu-141 contre la base aérienne de Diaguilevo selon le FSB.
Le 19 avril 2024, un autre Tu-22M3 s'écrase dans la province russe de Stavropol. Une vidéo en ligne montre l'appareil le moteur droit en feu, partir en vrille horizontale. Les forces ukrainiennes affirment avoir abattu l'appareil, après qu'il a réalisé des frappes aériennes en Ukraine.

## Tu-344, avion supersonique d'affaires
Au milieu des années 1990, un projet visant à convertir le Tu-22M3 en jet d'affaires supersonique a vu le jour. Il était prévu d'aménager un salon d'affaires pour 12 passagers dans la soute à bombes. Mais l'avion ne répondant pas aux standards écologiques internationaux, le projet fut abandonné.

## Opérateurs

### Actuel
- Russie : ~ 60 en service en 2023

Armée de l'air russe
Aviation navale russe

### Anciens
- Union soviétique

Forces aériennes soviétiques
Aviation navale soviétique
- Ukraine : 59 Tupolev Tu-22M au total (dont 42 Tu-22M3 et 17 Tu-22M2) qui furent détruits à partir de la fin des années 1990, le dernier le 27 janvier 2006, sauf trois exposés dans des musées[9].

Force aérienne ukrainienne : 33
Aviation navale ukrainienne : 26

## Accidents
- 15 septembre 2017 : un Tu-22M3 du 52e régiment d’aviation de bombardiers lourds de la Garde rate son décollage sur la base de Shaikovka et il est fortement endommagé en sortant de la piste. L'équipage est indemne[10].
- 22 janvier 2019 : un Tu-22M3 s'écrase à l'atterrissage sur la base d’Olenya (appelée aussi Olenegorsk, située dans la région de Mourmansk. Trois membres d'équipage sont tués, le quatrième est blessé[11].
- 23 mars 2021 : l'éjection forcée intempestive de l'équipage d'un Tu-22M3 lors d'une opération de contrôle avant un vol à la base aérienne de Shaikovka entraîne la mort de trois aviateurs et blesse le commandant de l'avion. Les sièges éjectables n'étant pas « zéro-zéro »[1].
- 2 avril 2025 : un Tu-22M3 s'écrase en Sibérie après avoir heurté une ligne à haute tension. Le pilote meurt dans l'accident, les trois autres occupants parviennent à s'éjecter[12].

### Développement lié
- Tupolev Tu-98
- Tupolev Tu-160

### Aéronefs comparables
- Rockwell B-1 Lancer
- BAC TSR-2
- General Dynamics F-111 Aardvark